# Heimbereich
Als Heimbereich, Homezone oder Nahzone werden Mobilfunkdienste bezeichnet, bei denen der Mobilfunkanbieter den Telefontarif vom Standort des Kunden abhängig macht. Im Unterschied zum Roaming gilt im Heimbereich im selben Netz ein anderer Tarif. Mobilfunkanbieter verwenden einen Heimbereich meistens dazu, ihren Kunden im Umkreis einer bestimmten Adresse günstigere Tarife anzubieten. Die Motivation dafür ist, dass das Mobiltelefon in einem solchen Fall stärker genutzt wird – und möglicherweise sogar den Festnetzanschluss ersetzt, wodurch dem Mobilfunkanbieter trotz geringerer Tarife ein höherer Umsatz pro Kunde entsteht.
Viele neuere Mobiltelefone zeigen durch ein kleines Symbol – z. B. ein Haus – auf dem Display an, ob man sich im Bereich befindet. Von den Netzbetreibern wird auch – für Geräte ohne Einblendung – bei abgehenden Anrufen ein Tonsignal (z. B. kurzes Geläut) eingespielt, um den Aufenthalt im Heimbereich anzuzeigen. Beim Verlassen des Heimbereichs wird nach einem Signalton das Gespräch zu regulären Tarifen fortgesetzt.
Unbegrenztes Telefonieren aus dem Heimbereich ins deutsche Festnetz und ins eigene Netz wird bei vielen Anbietern auch zum Pauschaltarif (Flatrate) angeboten.

## Technisches
Auf Basis der zugrunde liegenden Technik sind auch andere Dienste möglich: So kann ein Mobilfunkanbieter dem Kunden auch eine Festnetznummer aus seinem Ortsbereich anbieten. Der Kunde ist dadurch von anderen zu den in aller Regel günstigeren Festnetztarifen erreichbar. Für den Fall, dass sich der Angerufene nicht in seinem Heimbereich aufhält, gibt es verschiedene Lösungen. Entweder werden eingehende Anrufe an die Mailbox bzw. an das Mobiltelefon weitergeleitet oder die Anrufe werden durch eine Ansage abgewiesen.
Technisch wird der Heimbereich über einen standortbezogenen Dienst im GSM- oder UMTS-Netz realisiert. Dabei wird eine Eigenheit der Wabenstruktur des Mobilfunknetzes ausgenutzt, in dem sich Funkzellen an ihren Rändern überlappen: Das Mobiltelefon verwendet von mehreren verfügbaren Sendern denjenigen, der an einem Ort die bestmögliche Übertragung verspricht. Infolgedessen deckt jeder Sender nur ein bestimmtes Gebiet ab. Der Dienst wird dadurch realisiert, dass die Senderkennungen im Umkreis der Adresse ermittelt werden. Verwendet das mobile Endgerät später einen dieser Sender, so befindet es sich innerhalb des Heimbereichs. Aus technischen Gründen überlappen sich die Funkzellen einzelner Sender, die Grenzen der Waben sind deshalb nicht genau definiert. Meistens garantieren Mobilfunkanbieter deshalb eine gewisse Mindestgröße des Heimbereichs.
Manche Nutzer dehnen ihren Heim-Nutzungsbereich aus, indem das mobile Endgerät mittels für Netzdiagnosezwecke vorgesehener Software (sogenannter Netzmonitor) zur Einbuchung in einen bestimmten GSM-Sender gezwungen wird (cell lock, bts lock, bts field test) oder indem sie eine Richtantenne auf einen bestimmten Senderstandort ausrichten. Mobilfunkanbieter könnten darauf mittels GSM-Ortung und Auswertung des „Timing-Advance“-Parameters reagieren, der die Signallaufzeit und damit den ungefähren Abstand des Mobiltelefons zum Funkturm angibt.

Die Ausdehnung des Heimbereichs lässt sich auch durch geschickte Wahl der Nutzungsadresse vergrößern, wozu spezialisierte Webangebote verfügbar sind.

## Festnetzrufnummer über externe Dienstleister
Eine eigene Festnetznummer, über die das Mobiltelefon erreichbar ist, wird nicht nur von den Mobilfunk-Netzbetreibern, sondern auch von mehreren anderen Kommunikationsunternehmen angeboten. Hierbei kommt das Callback-Verfahren zum Einsatz: Der Anruf wird dem Handybesitzer durch kurzes Klingeln signalisiert. Um das Gespräch entgegenzunehmen, benutzt er die Rückruffunktion seines Telefons; die Funk-Verbindung wird also in umgekehrter Richtung aufgebaut, und beide Teilnehmer werden zusammengeschaltet. Diese Rückrufnummer ist gewöhnlich eine geografische Festnetznummer.
Bei Nutzung eines Pauschaltarifs („Flatrate“) für Verbindungen vom Mobiltelefon ins Festnetz kann die Festnetznummer für ankommende Gespräche mit dem Telefon im selben Gebiet verwendet werden, in dem der Pauschaltarif für abgehende Gespräche gilt, ohne dass dem Anrufenden oder dem Angerufenen zusätzliche Kosten in Rechnung gestellt werden.

## Anbieter

### O2Homezone

Logo der O_{2}-Genion Homezone

In Deutschland bietet O2 (damals noch Viag Interkom) seit 1999 einen solchen Dienst – dort „Homezone“ genannt – zunächst unter dem Produktnamen Genion, seit 2010 als O2 o an. Dabei erhält der Kunde für eine SIM-Karte sowohl eine Festnetznummer als auch eine Mobilfunknummer. Befindet sich der Nutzer im Bereich seiner selbst beliebig im O2-Netz wählbaren Homezone (z. B. am Wohnort, am Arbeitsplatz oder in der Universität), deren Radius vertraglich zugesichert mindestens 500 Meter  (aber in der Praxis meist größer, sogar bis zu 10 km) beträgt, so telefoniert er zu Festnetzpreisen, und sein Mobiltelefon ist für Anrufer auch unter einer Festnetznummer erreichbar, was für den Anrufer kostensparend ist. Verlässt der Nutzer die „Homezone“, ist er für Anrufer lediglich unter der Mobilfunknummer erreichbar, es sei denn der Vertragskunde hat für diesen Fall eine kostenpflichtige Rufumleitung eingerichtet.
Die O2-Homezone lässt sich beliebig positionieren, d. h., sie muss sich nicht zwangsläufig zu Hause befinden, sondern kann beispielsweise auch auf der Arbeit oder in der Innenstadt platziert werden.
Ob man sich in der Homezone befindet, wurde durch einen Homezone-Indikator im Geräte-Display oder wahlweise auch akustisch während des Wahlvorganges signalisiert. Im Juni 2012 hat O2 angekündigt, bei Neuverträgen keinen Indikator mehr einzublenden. Ab Januar 2014 wurde der akustische Indikator für Neuverträge eingestellt.
Die spezielle Motivation von O2 für das Angebot einer Homezone bestand in der Ermöglichung günstiger Tarife im eigenen, zunächst nur in städtischen Gebieten ausgebauten eigenen Netz, die trotz teilweisem National Roaming mit T-Mobile kalkulierbar angeboten werden konnten.

### Vodafone Zuhause
Der Anbieter Vodafone hat seit 2005 einen ähnlichen Dienst unter dem Namen „Vodafone Zuhause“ im Programm.
Während bei der Einführung von „Vodafone Zuhause“ noch eine separate SIM-Karte notwendig war, erkennt ein Vodafone-Mobiltelefon automatisch den Heimbereich und zeigt, wenn das Mobiltelefon diese Funktion unterstützt, dieses durch einen Schriftzug im Display an. Außerdem ist vor dem Gesprächsbeginn ein akustisches Signal zu hören, was dem Anrufenden den Anruf aus dem Zuhausebereich auch akustisch mitteilt.

### T-Mobile@home
Seit dem 16. Januar 2006 bietet auch T-Mobile eine entsprechende Option unter dem Namen T-Mobile@home an. Das Produkt umfasst eine Zone von bis zu 2 km um einen frei wählbaren Ort. Neuartig ist, dass man zu viert eine gemeinsame „T-Mobile@home Family&Friends“-Zone wählen kann, innerhalb derer alle vier die gleiche Festnetznummer besitzen und alle Telefone bei eingehenden Anrufen klingeln.

### E-Plus
E-Plus bietet bislang als einziger Netzbetreiber in Deutschland keinen gesonderten Heimbereich mit Festnetznummer neben der Handynummer an; bei der Bundesnetzagentur ging Mitte 2009 jedoch ein Antrag von  E-Plus ein, in dem gesonderte IC-Entgelte für ein Homezone-ähnliches Produkt genehmigt werden sollen. Bis zu einer Umsetzung sind E-Plus-Kunden jedoch weiter auf externe Anbieter angewiesen. Bei den anderen deutschen Netzbetreibern hingegen besteht die Wahl zwischen den Heimbereich-Angeboten des Betreibers und einer der externen Lösungen. Erstere sind einfacher in der Bedienung, da sie nicht konfiguriert werden müssen, externe Lösungen haben in der Regel den Vorteil, dass sie ohne Rufumleitungsgebühren landesweit genutzt werden können (sogenannte bundesweite Homezone) und kostengünstiger sind.